# Xenia Francesca Palazzo
Xenia Francesca Palazzo, née le 29 avril 1998 à Palerme (Sicile), est une nageuse handisport italienne concourant en S8 pour les athlètes ayant pas l'usage de leurs membres inférieurs mais un plein usage de leurs membres supérieurs.

## Carrière
Palazzo est née avec une encéphalopathie hypoxique-ischémique liée à coagulation intravasculaire disséminée dû un manque d'oxygène et de sang pendant l'accouchement. Elle subit également une hémorragie cérébrale qui affecte la partie droite de son corps.
Pour ses premiers Jeux en 2020, Xenia Francesca Palazzo remporte quatre médailles : l'or sur le 4 × 100 m 34 points, l'argent sur le 200 m 4 nages SM8 et le bronze sur le 50 m et le 400 m nage libre S8.

## Palmarès

### Jeux paralympiques
| Discipline / Année      | Tokyo 2020 | Paris 2024 |
| 50 m nage libre         | Bronze     |            |
| 400 m nage libre        | Bronze     | Bronze     |
| 200 m 4 nages           | Argent     |            |
| Relais 4 × 100 m 34 pts | Or         |            |

### Championnats du monde
| Discipline / Année | Londres 2019 |
| 100 m nage libre   | 4e           |
| 100 m dos          | 5e           |
| 400 m nage libre   | Argent       |
| 200 m 4 nages      | 5e           |